# Albatros Al 101
L'Albatros L 101, identificato successivamente come Al 101 secondo la convenzione di designazione RLM, era un monomotore monoplano da turismo e da addestramento ad ala alta a parasole sviluppato dall'azienda tedesca Albatros Flugzeugwerke GmbH nei primi anni trenta e commercializzato negli anni successivi dalla Focke-Wulf Flugzeugbau AG che la assorbì dopo poco tempo.

## Storia del progetto
All'inizio degli anni trenta l'Albatros decise di avviare lo sviluppo di un nuovo modello destinato al mercato dell'aviazione generale, un monomotore biposto adatto all'addestramento nelle scuole di pilotaggio. Il progetto, identificato dall'azienda come L 101, avrebbe dovuto risollevare le sorti dell'azienda che, a causa della difficile crisi economica in cui stava versando la Repubblica di Weimar, si rivelavano difficili.
Di aspetto convenzionale e di costruzione interamente metallica, l'L 101 era caratterizzato da una cellula composta dalla fusoliera dotata di due abitacoli aperti, separati e collocati in tandem, unita ad una velatura monoplana con ala collocata alta e parasole sopra la fusoliera e collegata ad essa tramite un castello tubolare centrale e controventata tramite una coppia di montanti diagonali a "V" per ciascun lato. Posteriormente terminava in un impennaggio monoderiva caratterizzato dai piani orizzontali, anch'essi controventati, collocati davanti all'elemento verticale, mentre per il carrello d'atterraggio si optò per una soluzione semplice, un biciclo fisso ed ammortizzato, integrato posteriormente da un pattino d'appoggio anch'esso ammortizzato.
Il prototipo immatricolato D-1895 venne iscritto all'edizione 1930 del Challenge International de Tourisme, competizione aeronautica che si snodava attraverso l'Europa, affidato al pilota Wolfgang Stein che lo condusse dal 20 luglio con il numero di gara B5 in rappresentanza del Deutsche Verkehrsfliegerschule (DVS).
Ciò nonostante, l'iniziale scarsità di commesse portò l'azienda costruttrice, nel settembre 1931, ad essere assorbita dalla Focke-Wulf Flugzeugbau AG che, successivamente, riuscì ad aggiudicarsi alcune commesse da parte di Deutsche Versuchsanstalt für Luftfahrt (DVL) e DVS avviandone la produzione in serie. I velivoli continuarono ad essere prodotti con la vecchia denominazione fino all'avvento della nuova convenzione emessa dal Reichsluftfahrtministerium (RLM).

## Versioni
- L 101 - prototipo dotato di un motore Argus As 8, realizzato in un esemplare.
- L 101c - versione dotata di un motore Argus As 8a, realizzato in 7 esemplari.
- Al 101 D - versione di serie, dotata di un motore Argus As 8a, realizzato in 60 esemplari.
- Al 101 W - versione idrovolante dotata di un motore Argus As 8, realizzato in 2 esemplari.

## Utilizzatori
Germania
- Luftwaffe
  - Deutsche Versuchsanstalt für Luftfahrt (DVL)
  - Deutsche Verkehrsfliegerschule (DVS)